# We Don’t Need to Whisper
We Don’t Need to Whisper — дебютный альбом американской рок-группы Angels & Airwaves, выпущенный 20 мая 2006 года в Австралии, 22 мая в Великобритании и 23 мая в Северной Америке.

## Об альбоме
Истоки альбома можно проследить до сессий Blink-182, проходящий на туре 2004 года в подготовку к новому альбому. Когда Том Делонг покинул Blink-182 в феврале 2005 года, он использовал некоторые из этих записей как основу для песен Angels & Airwaves. Рассматривая решение Де Лонга использовать эти идеи, Марк Хоппус заявил в одном из интервью 2006 года:
было несколько хороших песен, получивших начало в тех гримерных. После ухода Тома мне позвонил наш старый менеджер и сказал, что собирается забрать некоторые из идей, родившихся в туре, и перезаписать их для новой группы Тома. Когда вышла пластинка Angels and Airwaves, я был взволнован насчет тех записей. Среди тех демо было несколько великолепных начал. Я был крайне разочарован в том, что стало с идеями по тем же причинам, что я упоминал выше. Я думал из них получатся отличные песни Blink-182, но что-то было потеряно в преобразовании.
Весь остаток 2005 года Том и его новая группа провели, сочиняя и записывая все песни с альбома в его домашней студии.

## Список композиций
Все тексты написаны Томом Де Лонгом, вся музыка написана Angels & Airwaves.
| №                   | Название            | Длительность |
| ------------------- | ------------------- | ------------ |
| 1.                  | «Valkyrie Missile»  | 6:39         |
| 2.                  | «Distraction»       | 5:36         |
| 3.                  | «Do It for Me Now»  | 4:33         |
| 4.                  | «The Adventure»     | 5:12         |
| 5.                  | «A Little's Enough» | 4:45         |
| 6.                  | «The War»           | 5:07         |
| 7.                  | «The Gift»          | 5:02         |
| 8.                  | «It Hurts»          | 4:14         |
| 9.                  | «Good Day»          | 4:30         |
| 10.                 | «Start the Machine» | 4:11         |
| Общая длительность: | Общая длительность: | 49:48        |

iTunes бонус-трек:
11. «The Adventure» (Live from Whispers Studio) — 6:07
Wal-Mart бонус-трек:
11. «It Hurts» (Live from FUSE 7th Ave. Drop) — 4:21
Бонус-треки Великобритании:
11. «The Machine» — 3:42
12. «Do It for Me Now» (Live from FUSE 7th Ave. Drop) — 4:39
Международный бонус-трек:
11. «Do It for Me Now» (Live from FUSE 7th Ave. Drop) — 4:39

## Участники записи
- Том Делонг — вокал, ритм-гитара
- Дэвид Кеннеди — соло-гитара
- Райан Синн — бас-гитара
- Атом Уиллард — ударные

## История выпуска
| Страна         | Дата выпуска |
| -------------- | ------------ |
| Австралия      | 20 мая 2006  |
| Южная Корея    | 22 мая 2006  |
| Великобритания | 22 мая 2006  |
| Канада         | 23 мая 2006  |
| США            | 23 мая 2006  |

## Позиции в чартах
| Чарт (2006)              | Пиковая позиция |
| ------------------------ | --------------- |
| Billboard 200            | 4               |
| Canadian Albums Chart    | 3               |
| Australian Albums Chart  | 8               |
| Austrian Albums Chart    | 30              |
| German Albums Chart      | 18              |
| Dutch Albums Chart       | 62              |
| UK Albums Chart          | 6               |
| Irish Albums Chart       | 23              |
| New Zealand Albums Chart | 29              |
| French Albums Chart      | 82              |

| Год  | Сингл              | Чарт                 | Позиция |
| ---- | ------------------ | -------------------- | ------- |
| 2006 | «The Adventure»    | Billboard Hot 100    | 55      |
| 2006 | «The Adventure»    | Modern Rock Tracks   | 5       |
| 2006 | «The Adventure»    | Pop 100              | 51      |
| 2006 | «The Adventure»    | UK Singles Chart     | 20      |
| 2006 | «The Adventure»    | Irish Singles Chart  | 47      |
| 2006 | «The Adventure»    | German Singles Chart | 82      |
| 2006 | «It Hurts»         | UK Singles Chart     | 59      |
| 2006 | «Do It for Me Now» | Modern Rock Tracks   | 21      |
| 2006 | «The War»          | Modern Rock Tracks   | 21      |

| Страна         | Сертификация | Поставщик | Продажи  |
| -------------- | ------------ | --------- | -------- |
| Канада         | Золото       | CRIA      | 50,000+  |
| Великобритания | Серебро      | BPI       | 60,000+  |
| США            | Золото       | RIAA      | 550,000+ |

## Награды и номинации
- Альбом был номинирован на MTV Video Music Award за Лучшие эффекты и Лучший монтаж в клипе «The Adventure». Также группа выиграла Woodie of the Year в 2007 году.
- Песня «The Adventure» выиграла награду Song of the Year на фестивале San Diego Awards 2006 года.